# Bad Ass
Bad Ass (bra: Bad Ass ou Bad Ass - Acima da Lei) é um filme de ação, produzido nos Estados Unidos em 2012, foi co-escrito por Craig Moss e Elliot Tishman e dirigido por Craig Moss.
Foi lançado nos cinemas internacionais em 13 de abril de 2012.[carece de fontes?]

## Sinopse
Desprezado pela sociedade há quase 40 anos, Frank Vega um ex-combatente da Guerra do Vietnã que vive sozinho e desempregado, torna-se instantaneamente um herói local, quando impede um crime em um ônibus e a filmagem desse fato, vira sucesso na internet. Mas quando seu melhor amigo é assassinado, e a polícia não parece disposta a ajudar, Vega resolve fazer jus a sua nova fama, enfrentando tiras corruptos e um prefeito imoral em busca da boa e velha justiça.

## Elenco
- Danny Trejo ... Frank Vega
- Charles S. Dutton ... Panther
- Ron Perlman ... Mayor Williams
- Joyful Drake ... Amber Lamps
- Patrick Fabian ... Office Malark
- John Duffy ... Martin
- Harrison Page ... Klondike Washington
- Richard Riehle ... Father Miller
- Winter Ave Zoli ... Tatiana
- Tonita Castro ... Juanita Vega
- Andy Davoli ... Renaldo
- Patricia De Leon... Marissa
- Frank Maharajh ... Detetive Shah
- Jillian Murray ... Lindsay Kendall
- Shalim Ortiz ... Frank Vega (17-25)
- Craig Sheffer ... Attorney

## Sequências
Duas continuações foram lançadas. A primeira continuação, Bad Asses, foi lançada nos cinemas dos Estados Unidos em 2014, e foi co-estrelado por Danny Glover e Danny Trejo, os atores voltaram para o terceiro filme, Bad Asses on the Bayou, que foi lançado em 6 de Março de 2015 nos cinemas dos Estados Unidos.[carece de fontes?]